# أنسيلوثيريوم
الأنسيلوثيريوم (Ancylotherium) هو جنس منقرض من عائلة الـ Chalicothere، إستوطن أوروبا وآسيا وأفريقيا خلال الميوسين المتأخر-البليستوسين.

## في الثقافة العامة
ظهر الأنسيلوثيريوم في الوثائقي برفقة الضواري.

## وصلات خارجية
- BBC Science and News
- Fact File description